# Claude Hopkins
Claude Driskett Hopkins (Alexandria, Virginia, 24 augustus 1903 of 1906 - New York, 19 februari 1984) was een Amerikaanse jazz-pianist en bigband-leider. Hopkins, een stride-pianist, was belangrijk in de vroege ontwikkeling van de jazz en swing.

## Biografie
Hopkins groeide op in Washington en leerde vanaf zijn zevende piano spelen. Hij studeerde aan Howard University (muziek en medicijnen) en aan het conservatorium in Washington, waar hij ook in enkele collegebands speelde. In 1924 richtte hij zijn eerste eigen band op en was daarna kort lid van de band van Wilbur Sweatman. In 1925 toerde hij als de muzikaal leider van de Revue Negre-show, waarin Josephine Baker de ster was, door Europa. Een jaar later was hij als leider van bands actief in Spanje en Italië. In 1927 toerde hij in Amerika met de Ginger Snaps Revue. Rond 1930 werd hij de leider van het orkest van Charlie Skeete en speelde daarmee in de Savoy Ballroom, Roseland Ballroom (1932) en de beroemde Cotton Club waar de band bijvoorbeeld Bill Robinson en de Nicholas Brothers begeleidde. In het begin van de jaren dertig maakte hij ook plaatopnames (met arrangementen van bijvoorbeeld Jimmy Mundy) en scoorde hij ook hits met bijvoorbeeld "California, Here I Come". De band speelde tevens voor nationale radio-uitzendingen (CBS). In de periode 1937-1940 toerde hij veel, maar maakte ook wel plaatopnames, in 1940 bijvoorbeeld voor AMMOR. De band bestond in die jaren onder meer uit Jabbo Smith, Bobby Sands, Vic Dickenson, Ovie Alston en Orlando Roberson.
Rond 1942 stopte hij met zijn orkest, werkte een tijd in een vliegtuigfabriek, maar formeerde in 1944 weer een nieuwe band waarmee hij tot 1947 actief was. Eind jaren veertig leidde hij een novelty-band, in 1950 speelde hij met een jazzband in the Cafe Society. Van 1951 tot zijn dood werkte hij als sideman voor dixieland-groepen die in New York speelden en ook opnames maakten, maar leidde ook wel eigen bands waarmee hij platen opnam. In de tweede helft van de jaren vijftig speelde hij met een groep van Red Allen. In de periode 1960-1966 had hij ook weer een eigen groep, waarmee hij voor Swingville drie platen opnam. In 1968 was hij lid van de Jazz Giants van Wild Bill Davison en in 1970 speelde hij met trompettist Roy Eldridge. Begin jaren zeventig maakte hij twee solo-pianoplaten, naast opnames met een trio. 
In 1978 trad Claude Hopkins op tijdens het Breda Oude Stijl Jazz festival.
In 1998 werd Hopkins in de Bigband Jazz Hall of Fame opgenomen.

## Discografie (selectie)
- Claude Hopkins 1932-1934, Chronological Classics
- Claude hopkins 1935-1935, Chronological Classics
- Transcriptions Performances 1935, Hep
- Claude Hopkins And His Cotton Club Orchestra, Galaxy Music
- Claude Hopkins 1937-1940, Chronological Classics
- Yes Indeed, Swingville, 1960
- Let's Jam, Swingville, 1961
- Swing Time, Milestone Records, 1963
- Crazy Fingers, Chiaroscuro, 1972
- Soliloquy, Sackville, 1972
- Sophisticated Swing (live-opnames 1974), Fat Cat's Jazz